# Кравчик мінданайський
Кра́вчик мінданайський (Orthotomus cinereiceps) — вид горобцеподібних птахів родини тамікових (Cisticolidae). Ендемік Філіппін.

## Підвиди
Виділяють два підвиди:
- O. c. obscurior Mayr, 1947 — захід острова Мінданао, зокрема на півострові Замбоанга;
- O. c. cinereiceps Sharpe, 1877 — острів Басілан.

## Поширення і екологія
Мінданайські кравчики мешкають на південному заході Філіппінського архіпелагу. Вони живуть у вологих рівнинних тропічних лісах, на узліссях і галявинах. Зустрічаються на висоті до 1000 м над рівнем моря.